# ヨークルスアゥルグリューフル国立公園
ヨークルスアゥルグリューフル国立公園（ヨークルスアゥルグリューフルこくりつこうえん）は、アイスランドの北部、ヨークルスアゥ・アゥ・フィヨットルム川の西岸にかつて存在した国立公園である。1973年に現在の南側で設立され、1978年に北側に拡張された。
2008年6月7日にスカフタフェットル国立公園と統合され、現在はヴァトナヨークトル国立公園の一部である。

## 特徴
火山であるアスキャを内包しており、その噴火によって発生したヨークルフロイプによって形成された深い峡谷を特徴とする。またヨーロッパでもっとも壮大な滝とされるデティフォス（英語: Dettifoss）やHjlóðaklettur(「反響の岩」)と呼ばれる溶岩地形で知られる。